# Юнусов, Альфред Асфанович
Альфред Асфанович Юнусов (9 октября 1960, Уфа — 23 апреля 2014) — советский и российский хоккеист, нападающий; тренер.

## Биография
Родился в Уфе. В первенстве СССР дебютировал в сезоне 1978/79 в команде первой лиги «Динамо» Минск. 13 сезонов провёл в «Динамо» Харьков, в составе которого выступал во второй (1979/80 — 1981/82), первой (1982/83 — 1987/88, 1990/91 — 1991/92) и высшей (1988/89 — 1989/90) лигах. С сезона 1992/93 — в уфимском «Салавате Юлаеве». В сезоне 1994/94 играл за немецкий «Гамбург». В сезоне 1999/2000 заканчивал играть за «Салават Юлаев» и одновременно стал играющим тренером в «Салавате Юлаеве-2», за который прекратил выступления в 2002 году. Работал в команде тренером (2002/03) и главным тренером (2003/04 — 2004/05). Главный тренер (2006/07 — 2008/09) и тренер (2009/10 — 2013/14) нижнекамского «Тороса».
В 1984 году окончил Киевский институт физической культуры.
Бронзовый призёр чемпионата России (1995/96, 1996/97).
Награждён почётным знаком «Выдающийся спортсмен Республики Башкортостан» (1999), обладатель почётного звания «Заслуженный работник физической культуры Республики Башкортостан» (2010).
Скончался 24 апреля 2014 года в возрасте 53 лет.
В августе 2019 года в Нефтекамске был проведён турнир памяти Альфреда Юнусова.